# Decazeville
Decazeville, prvotno La Salle (okcitansko La Sala), je naselje in občina v južnem francoskem departmaju Aveyron regije Jug-Pireneji. Leta 2006 je naselje imelo 6.294 prebivalcev.

## Geografija
Kraj leži v pokrajini Rouergue ob reki Riou mort, 38 km severovzhodno od Villefranche-de-Rouerguea.

## Uprava
Decazeville je sedež istoimenskega kantona, v katerega so poleg njegove vključene še občine Almont-les-Junies, Boisse-Penchot, Flagnac, Livinhac-le-Haut, Saint-Parthem in Saint-Santin z 10.328 prebivalci.
Kanton Decazeville je sestavni del okrožja Villefranche-de-Rouergue.

## Zanimivosti
Kraj je vmesna točka romarske poti v Santiago de Compostelo, Via Podiensis. Nekdaj rudarsko mesto je poimenovano po francoskem ministrskem predsedniku za časa Ludvika XVIII. vojvodu Decazesu (1780-1860).
- pokrajinski geološki muzej Pierre Vetter,

## Pobratena mesta
- Coazze (Piemont, Italija),
- Utrillas (Aragonija, Španija).